# Siteki
Siteki è una città nella parte orientale dell'eSwatini, ad occidente delle montagne Lebombo.